# Радом (станция)
Радом-Главный (пол. Radom Główny) — пассажирская и грузовая железнодорожная станция в городе Радом, в Мазовецком воеводстве Польши. Имеет 3 платформы и 5 путей. Относится по классификации к категории B, т.е. обслуживает от 1 до 2 миллионов пассажиров ежегодно.
Станция была построена в 1885 году на линии Ивангородо-Домбровской железной дороги (Ивангород — Радом — Бзин — Сухеднев — Кельцы — Хенцины — Мехов — Вольбром — Олькуш — Славков — Домброва) с шириной русской колеи, когда город Радом был в составе Царства Польского.
Капитальный ремонт станции был проведен в 2011—2013 годах.